# Tadao Onishi
Tadao Onishi (大西 忠生, Onishi Tadao, Kyoto, 18 april 1943 – Yokohama, 29 juni 2006) was een Japans voetballer die als verdediger speelde.

## Clubcarrière
In 1963 ging Onishi naar de Kyoto University of Education, waar hij in het schoolteam voetbalde. Nadat hij in 1967 afstudeerde, ging Onishi spelen voor Mitsubishi Motors. Met deze club werd hij in 1969 en 1973 kampioen van Japan. Onishi veroverde er in 1971 en 1973 de Beker van de keizer. In 8 jaar speelde hij er 83 competitiewedstrijden. Onishi beëindigde zijn spelersloopbaan in 1974.

## Japans voetbalelftal
Tadao Onishi debuteerde in 1969 in het Japans nationaal elftal en speelde 1 interland.

## Statistieken
| Japans voetbalelftal | Japans voetbalelftal | Japans voetbalelftal |
| Jaar                 | Wed.                 | Dlp.                 |
| -------------------- | -------------------- | -------------------- |
| 1969                 | 1                    | 0                    |
| Totaal               | 1                    | 0                    |